# Avianca Honduras
Avianca Honduras war eine honduranische Fluggesellschaft mit Sitz in La Ceiba und Basis auf dem Internationalen Flughafen Golosón. Sie war ein Tochterunternehmen der Avianca Holdings und Mitglied der Luftfahrtallianz Star Alliance.

## Geschichte
Avianca Honduras ist 2013 aus Isleña Airlines hervorgegangen als Avianca und TACA fusioniert sind und nach und nach alle Fluggesellschaften unter der Marke Avianca operieren.
Im März 2020 wurden die letzten beiden ATR 72-600 ausgeflottet.

## Flotte

### Flotte bei Betriebseinstellung
Mit Stand März 2020 besteht die Flotte der Avianca Honduras aus zwei Flugzeugen mit einem Alter von 5,5 Jahren:
| Flugzeugtyp | Anzahl | bestellt | Anmerkungen | Sitzplätze |
| ----------- | ------ | -------- | ----------- | ---------- |
| ATR 72-600  | 2      |          |             | 68         |
| Gesamt      | 2      | -        |             |            |

### Zuvor eingesetzte Flugzeuge
Vor der Betriebseinstellung setzte Avianca Honduras folgenden Flugzeugtyp ein:
- ATR 42-300